# Gettysburg (Dakota du Sud)
Pour les articles homonymes, voir Gettysburg.
La ville de Gettysburg est le siège du comté de Potter, situé dans l’État du Dakota du Sud, aux États-Unis. Sa population était de 1 662 habitants au recensement de 2010.

## Géographie
La municipalité s'étend sur 1,89 mille carré (4,9 km2).

## Histoire
La ville est fondée en 1884 par des vétérans de la guerre de Sécession. Ces unionistes choisissent son nom en l'honneur de la bataille de Gettysburg.

## Démographie
| 1910 | 1920 | 1930  | 1940  | 1950  | 1960  |
| ---- | ---- | ----- | ----- | ----- | ----- |
| 936  | 951  | 1 400 | 1 324 | 1 555 | 1 950 |

| 1970  | 1980  | 1990  | 2000  | 2010  | - |
| ----- | ----- | ----- | ----- | ----- | - |
| 1 915 | 1 623 | 1 510 | 1 352 | 1 162 | - |

## Source
- (en) Cet article est partiellement ou en totalité issu de l’article de Wikipédia en anglais intitulé « Gettysburg, South Dakota » (voir la liste des auteurs).